# Schleching
Schleching település Németországban, azon belül Bajorországban. Lakosainak száma 1900 fő (2023. december 31.). Schleching Unterwössen, Marquartstein, Grassau, Aschau im Chiemgau, Walchsee és Kössen községekkel határos.

## Népesség
A település népessége az elmúlt években az alábbi módon változott:
| Lakosok száma | 662  | 1296 | 1569 | 1494 | 1693 | 1730 | 1766 | 1792 | 1888 | 1900 |
|               | 1875 | 1950 | 1975 | 1987 | 2012 | 2014 | 2016 | 2017 | 2021 | 2023 |

## Fekvése
Grassautól délnyugatra fekvő település.

## Leírása
A település rokokó plébániatemploma 1737-1739 között épült Abraham Millauer tervei szerint.
A faluból az 1100 méter magas Wuhrsteinalmra függővasút visz fel. Az út végső szakaszánál, az osztrák határ közelében - autóval már meg nem közelíthető helyen - áll az 1450 táján épült hegyi kápolna (St. Servatius-Kapellle), melynek helyén, a 800 méter magas Streichen dombon egykor pogány szentély állt.

## Nevezetességek
- St. Remigius plébániatemploma
- Hegyi kápolna (St. Servatius-Kapellle)

## Galéria

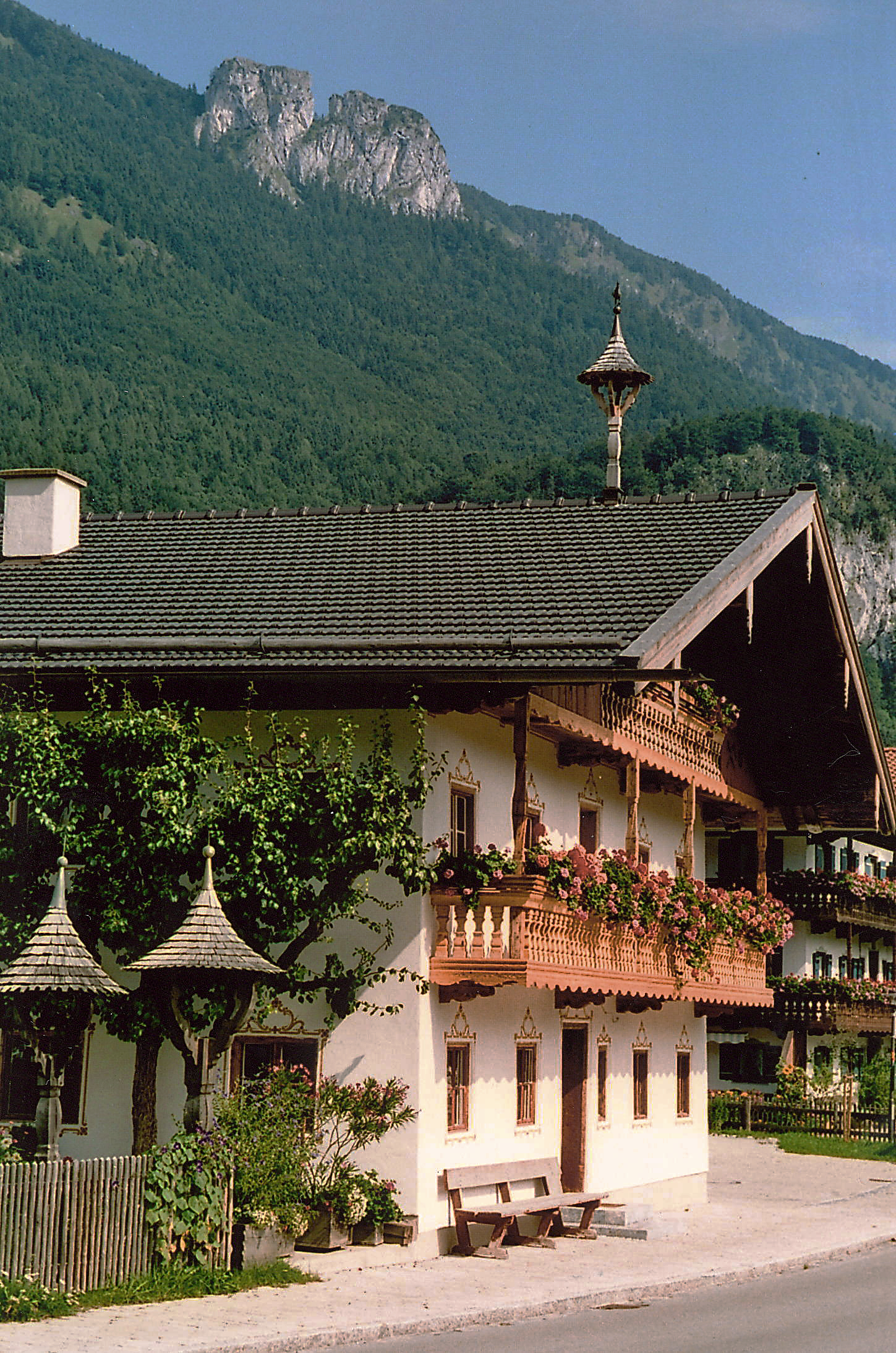
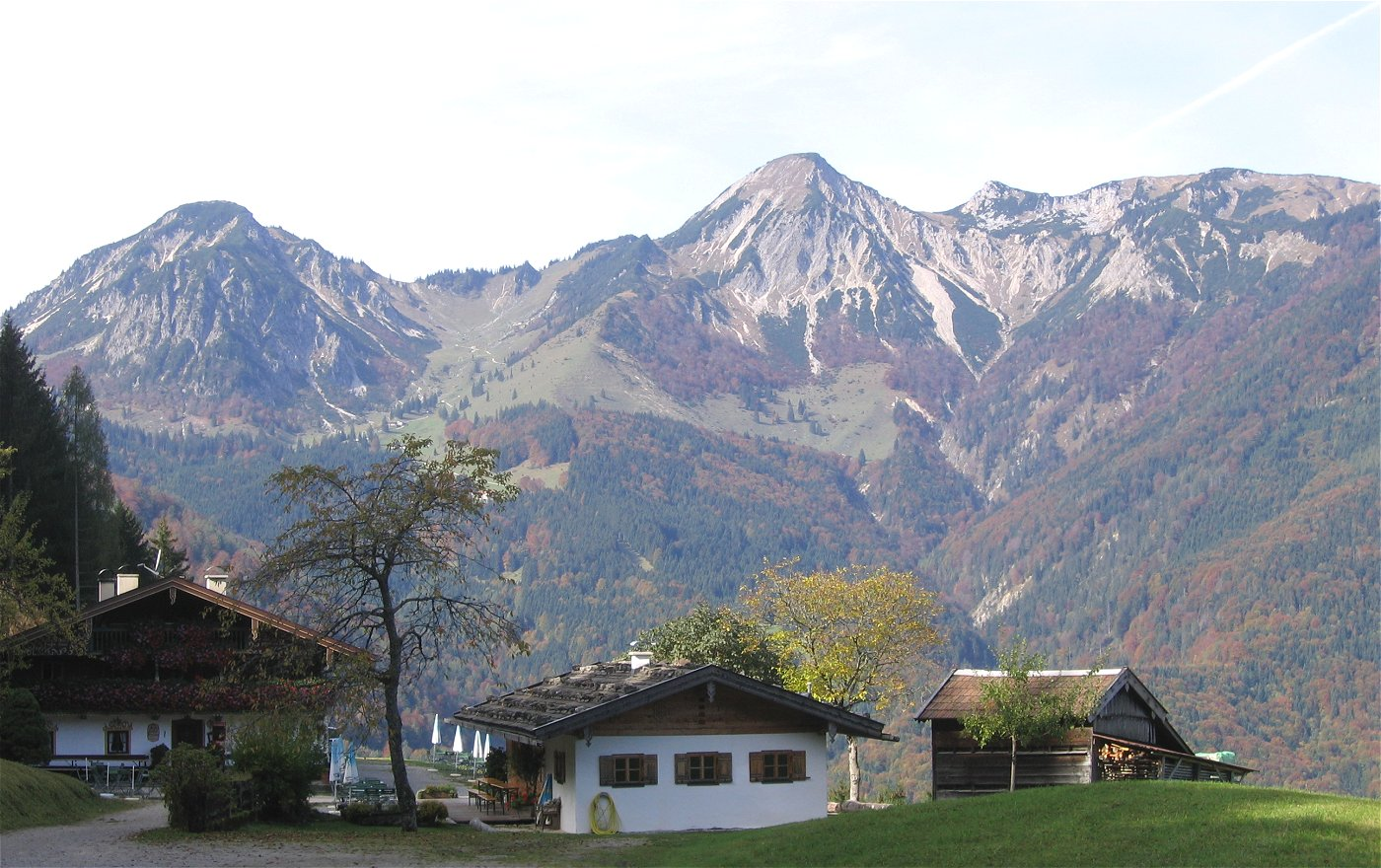
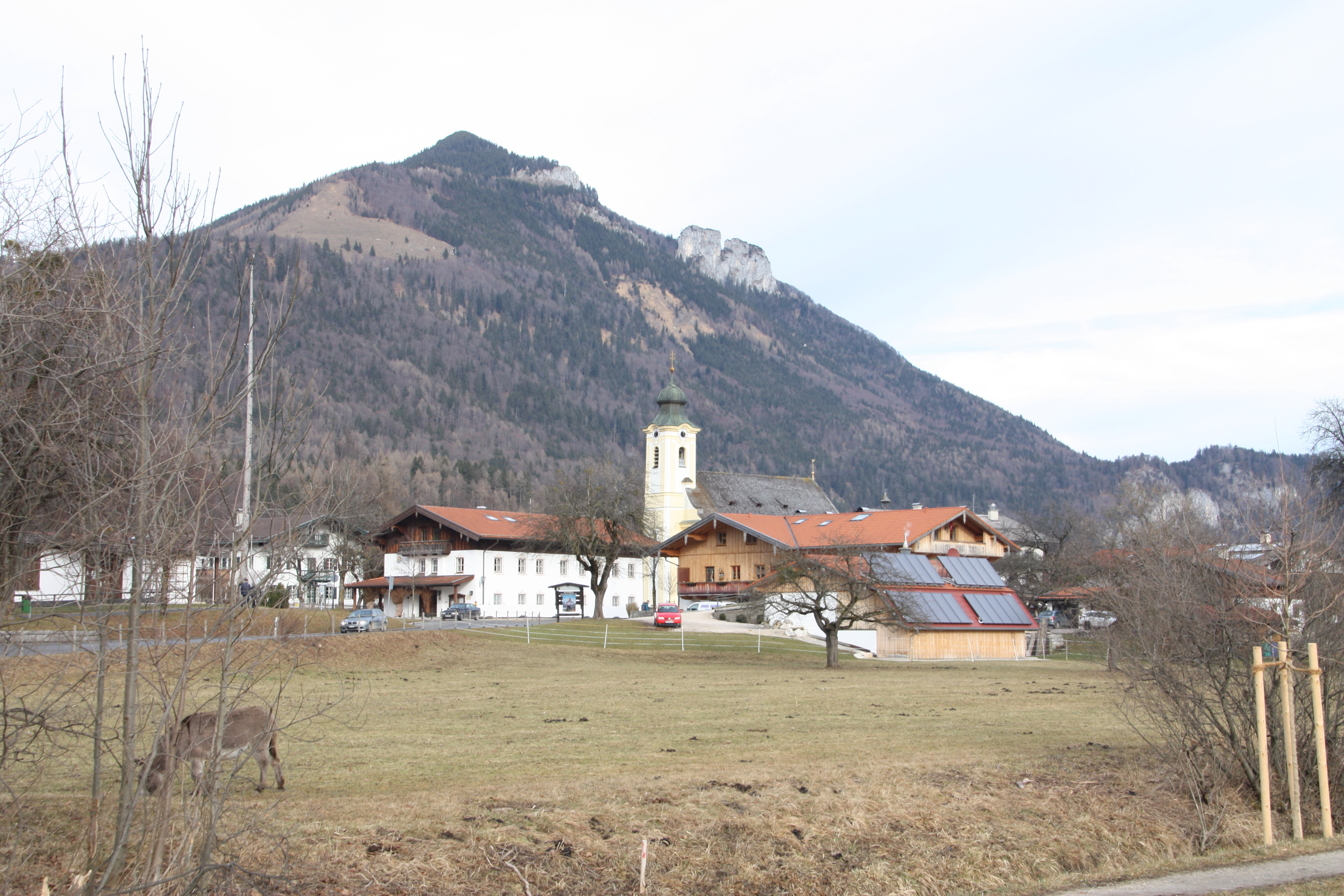
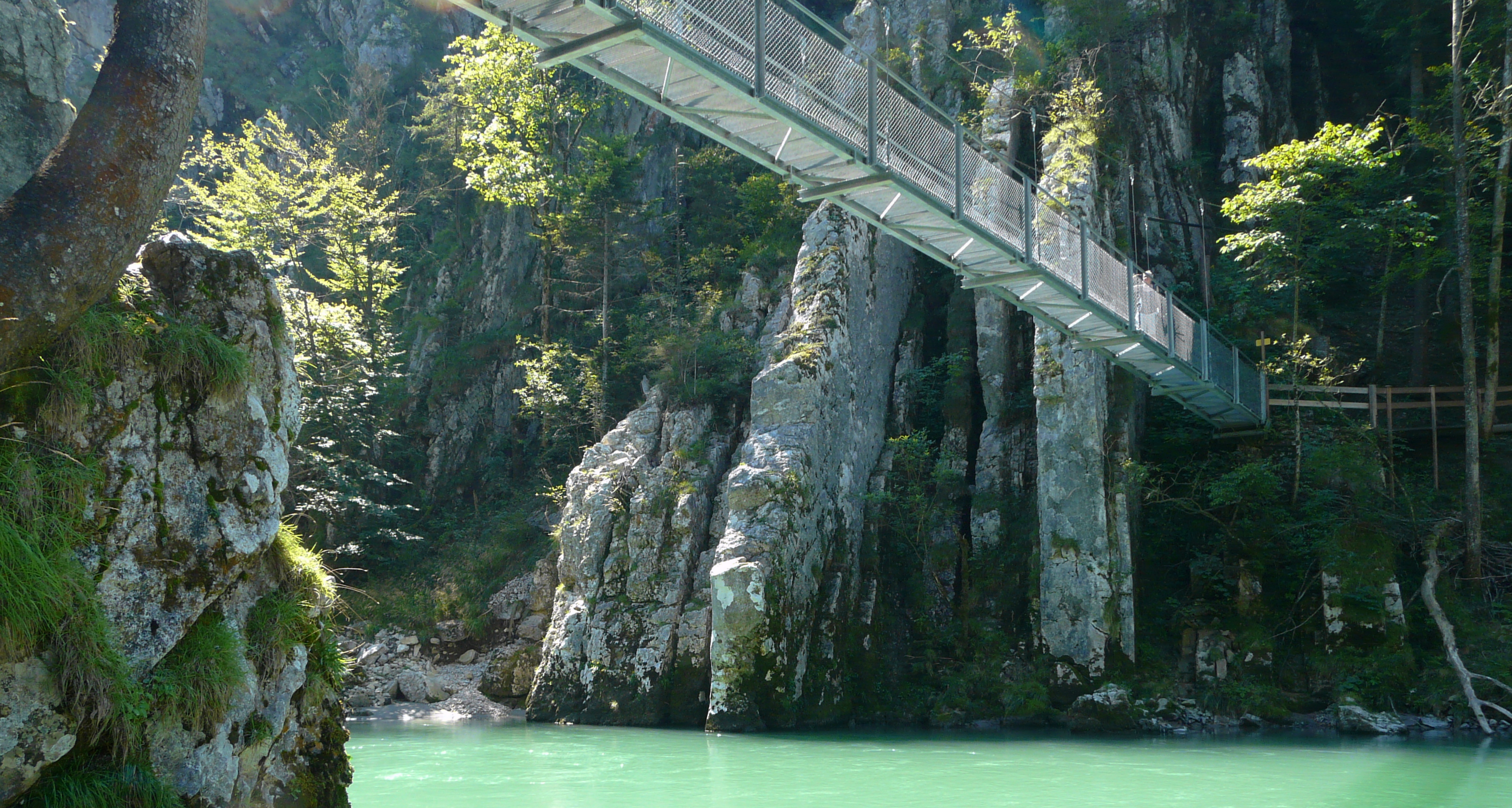
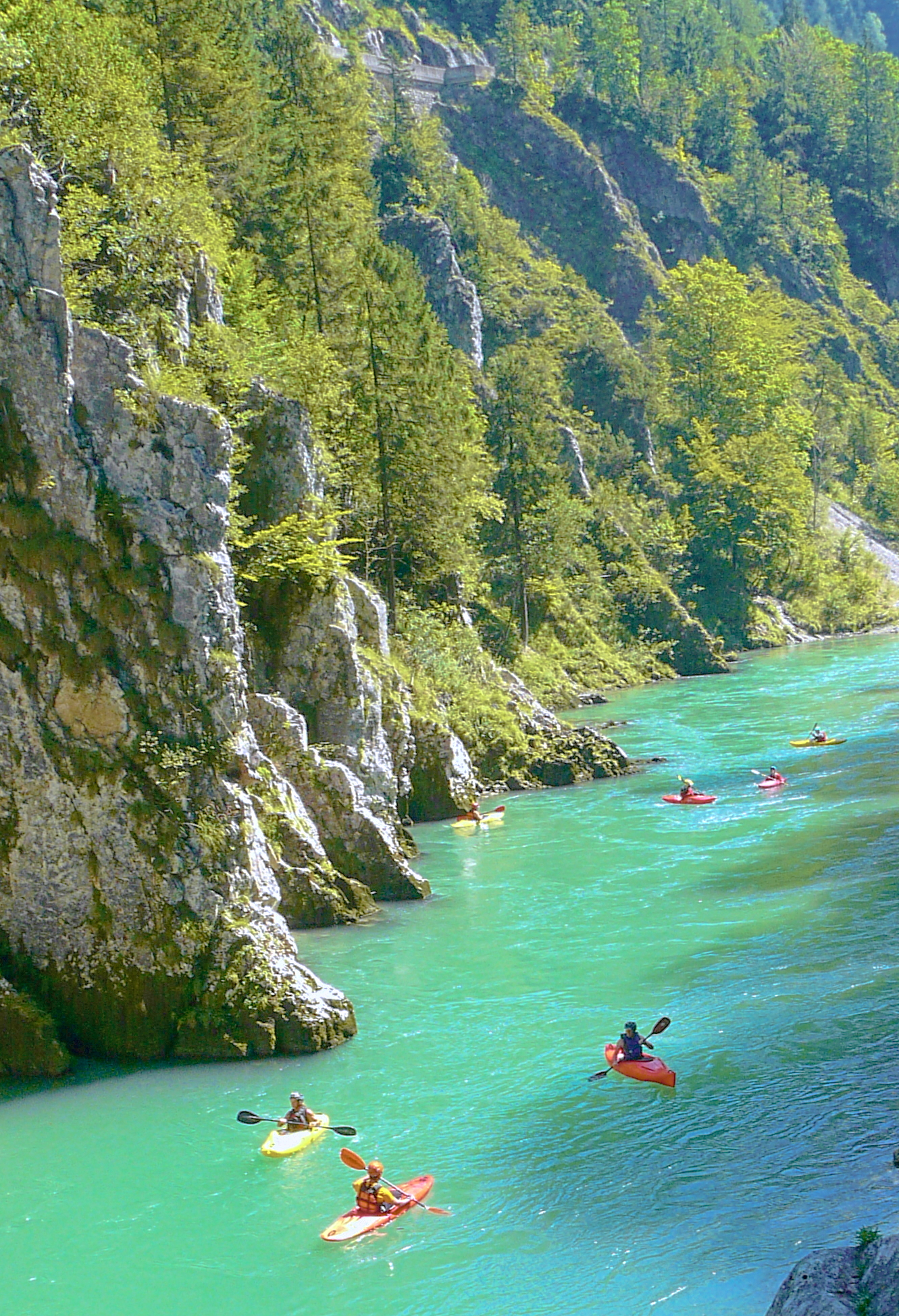
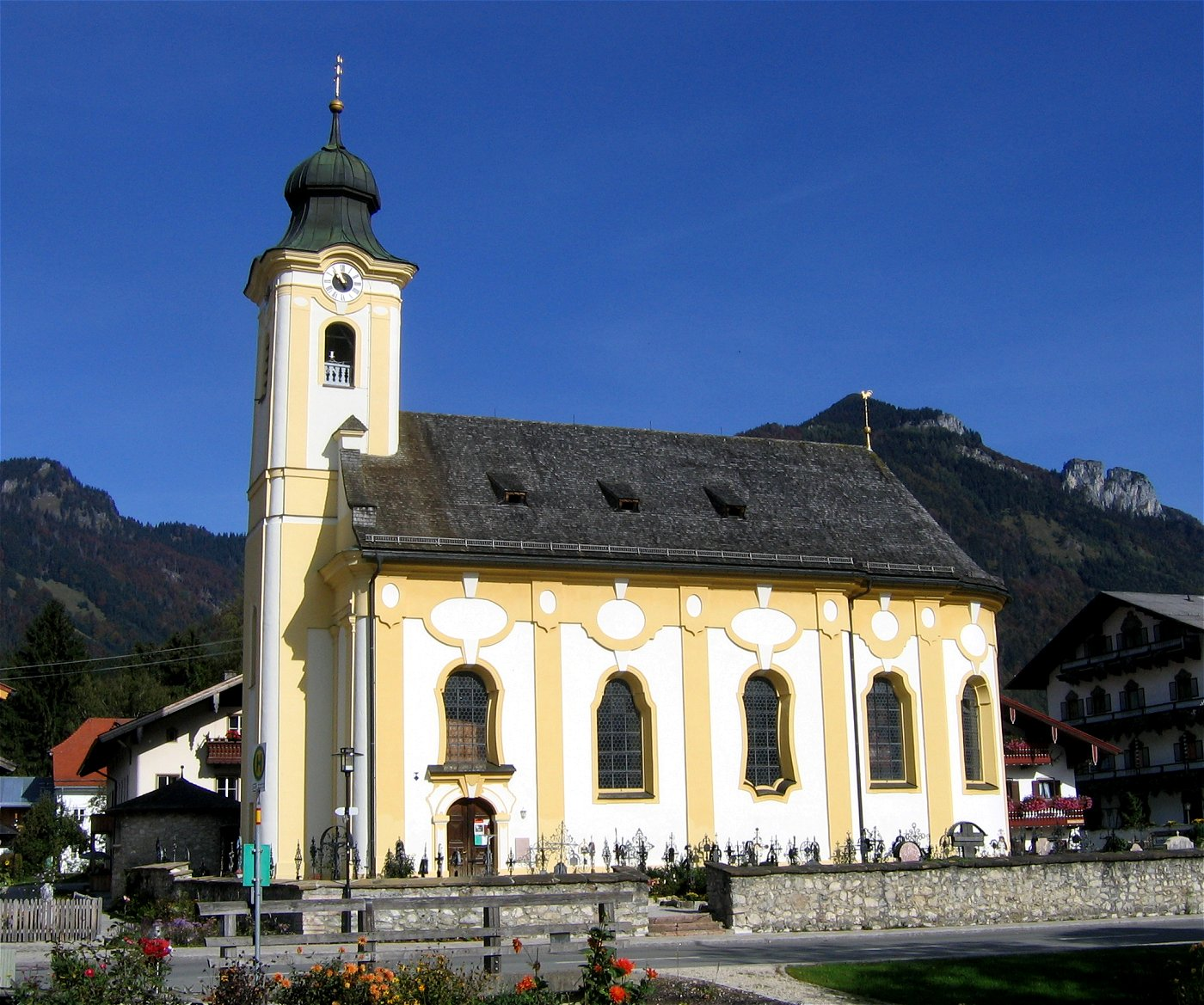
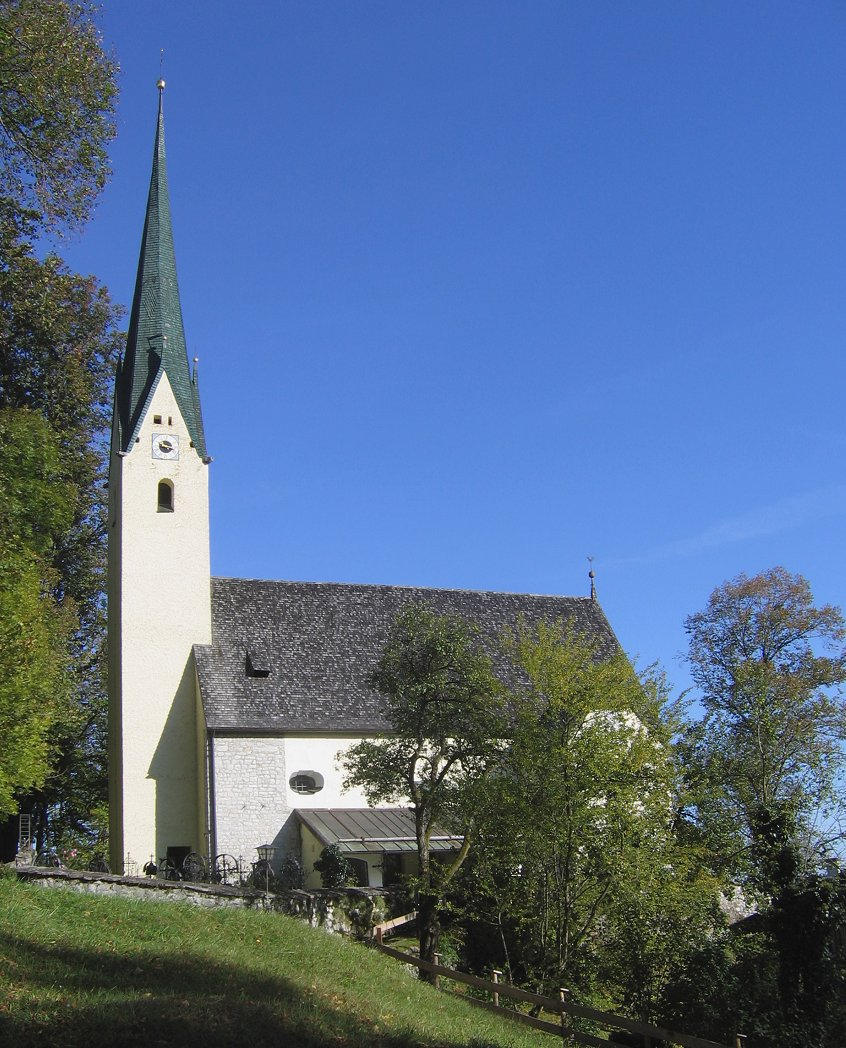
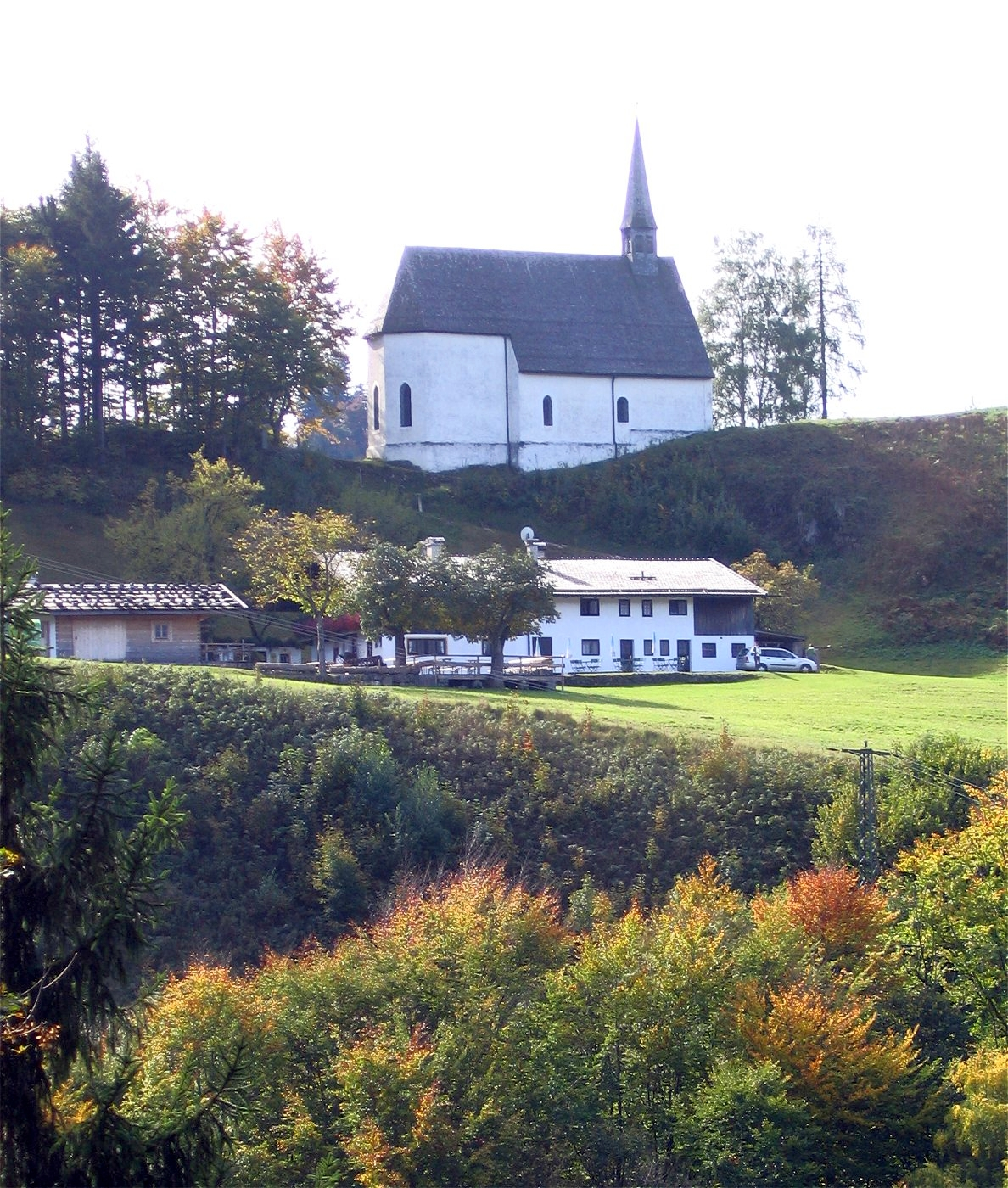
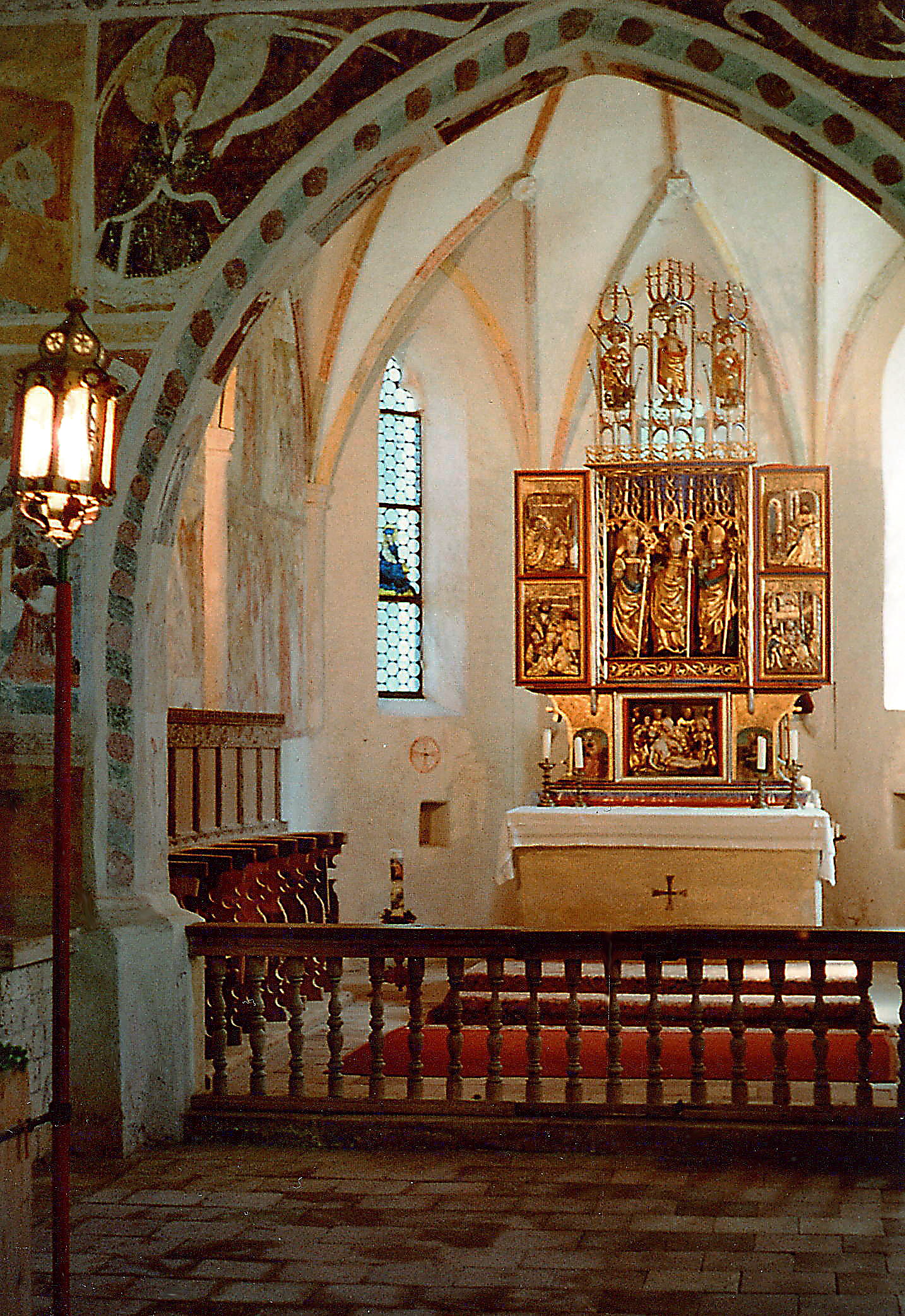